# Кеворг Газарян
Кеворг Газарян (на арменски: Գեւորգ Գառնիկի Ղազարյան) e арменски професионален футболист, нападател, състезател на клуб Маритимо и арменския национален отбор.

## Кариера
Юноша е на арменския тим Пюник, като през 2004 година дебютира за тима в Първа лига на арменското футболно първенство. И в следващия сезон дебют в първия тим на 6 юли 2005 г. Отбелязва първия си гол за клуба през следващия сезон, бележейки на 24 май 2006 г. в мач срещу ФК Ширтак. В същия мач, той отбелязва два гола за победата на Пюник с резултат 7:0.
През 2007 година газарян е преотстъпен на друг арменски отбор – ФК Бананц. В първия си мач за новия си клуб Газарян вкарва хеттрик. По-късно се завръща в Пюник, преди през юни 2011 г. да подпише договор с украинския гранд ФК Металург (Донецк).
На 19 юли 2012 г. бележи първият си хеттрик в турнила за Лига Европа, в мач срещу черногорският Челик, а мача завършва с разгромното 7 – 0.
Дебют в младежкия национален отбор на Армения прави на 17 май 2006 г. в квалификационния мач срещу националния отбор на Сан Марино. В 63-тата минута на мача 18-годишният Газарян заменя Армен Тигранян. Този мач е спечелен от Армения с 2:1, но се оказва, че в арменския отбор е играл нередовен играч и резултата е анулиран, а сан марино печелят служебно с 0 – 3. Във втория мач Армения побеждава с 0 – 4 и продължава напред а Газарян бележи второто попадение в мача.
От 2007 г. е част и от мъжкия националния отбор, но в повечето случаи играе за младежите на стараната. Дебютира на 22 август 2007 за първия отбор, срещу португалския национален отбор, в среща от квалификациите за Евро 2008. Мачът се провежда в солицата Ереван, като на Републиканския стадион срещата завършва със сензационно равенство – 1:1, а газарян влиза като резерва в 58-а минута.
На 11 септември 2012 година, в квалификационен мач за Световната купа по футбол между националните отбори на България и Армения, завършил с резултат 1 – 0, Газарян е изгонен с директен червен картон защото изрита топката в едно от момчетата които връщат топките в игра.